# Апутово
Апутово (баш. Апут) — село в Белокатайском районе Республики Башкортостан Российской Федерации. Входит в состав Утяшевского сельсовета.

## География

### Географическое положение
Расстояние до:
- районного центра (Новобелокатай): 5 км,
- центра сельсовета (Нижнеутяшево): 11 км,
- ближайшей ж/д станции (Ункурда): 31 км.

## Население
| 2002 | 2009 | 2010 |
| ---- | ---- | ---- |
| 328  | ↗340 | ↘274 |

### Национальный состав
Согласно переписи 2002 года, преобладающая национальность — башкиры (96 %).